# NGC 959
NGC 959 este o galaxie spirală situată în constelația Triunghiul. A fost descoperită în 9 noiembrie 1876 de către Édouard Stephan⁠(d). Se află la o distanță de 10,96 megaparseci de Pământ.